# Faycal Rherras
Faycal Rherras (ur. 7 kwietnia 1993 w Liège) – marokański piłkarz grający na pozycji lewego obrońcy.

## Kariera piłkarska
Swoją karierę piłkarską Rherras rozpoczął w klubie CS Visé. W 2013 roku stał się członkiem pierwszego zespołu. 3 sierpnia 2013 zadebiutował w nim w drugiej lidze belgijskiej w przegranym 1:2 wyjazdowym meczu z Sint-Truidense VV. W CS Visé grał przez rok.
Latem 2014 roku Rherras przeszedł do Sint-Truidense VV. Swój debiut w nim zanotował 13 sierpnia 2014 w przegranym 1:2 domowym spotkaniu z RFC Seraing. W sezonie 2014/2015 wygrał z Sint-Truidense rozgrywki drugiej ligi i wywalczył awans do pierwszej ligi.
W 2016 roku Rherras został zawodnikiem szkockiego Heart of Midlothian. W Premier League swój debiut zaliczył 7 sierpnia 2016 w przegranym 1:2 domowym meczu z Celtikiem.
W 2017 roku Rherras przeszedł do KV Mechelen. Zadebiutował w nim 30 lipca 2017 w zremisowanym 1:1 domowym meczu ze Standardem Liège. W 2018 roku został wypożyczony do Hibernianu, w którym swój debiut zaliczył 31 stycznia 2018 w domowym meczu z Motherwell (2:1).
W kolejnych latach Rherras grał w: AS Béziers (2018-2019), Qarabağ FK (2019-2020), Mouloudii Wadżda (2020) i Lewskim Sofia (2021).
| Sezon   | Klub                | Kraj        | Rozgrywki      | Mecze | Gole |
| ------- | ------------------- | ----------- | -------------- | ----- | ---- |
| 2013/14 | CS Visé             | Belgia      | Tweede klasse  | 31    | 7    |
| 2014/15 | Sint-Truidense VV   | Belgia      | Tweede klasse  | 19    | 1    |
| 2015/16 | Sint-Truidense VV   | Belgia      | Eerste klasse  | 28    | 0    |
| 2016/17 | Heart of Midlothian | Szkocja     | Premier League | 19    | 1    |
| 2017/18 | KV Mechelen         | Belgia      | Eerste klasse  | 9     | 0    |
| 2017/18 | Hibernian           | Szkocja     | Premier League | 1     | 0    |
| 2018/19 | AS Béziers          | Francja     | Ligue 2        | 23    | 2    |
| 2019/20 | Qarabağ FK          | Azerbejdżan | Premyer Liqası | 6     | 0    |
| 2020/21 | Mouloudia Wadżda    | Maroko      | GNF 1          | 4     | 0    |
| 2020/21 | Lewski Sofia        | Bułgaria    | Pyrwa liga     | 7     | 0    |

## Kariera reprezentacyjna
W reprezentacji Maroka Rherras zadebiutował 31 sierpnia 2016 roku w zremisowanym 0:0 towarzyskim meczu z Albanią. W 2017 roku został powołany do kadry na Puchar Narodów Afryki 2017.